# 882
El 882 (DCCCLXXXII) fou un any comú iniciat en dilluns pertanyent a l'edat mitjana

## Esdeveniments
- Fundació de Dortmund
- Batalla de Cellorigo, emmarcada en la reconquesta
- Oleg de Kíev fa de la ciutat homònima la capital de la Rus de Kíev
- Comença el pontificat de Marí I
- Carles III el Gras lidera una ofensiva contra els vikings[1]

## Naixements
- Jayx ibn Khumàrawayh (data probable)
- Muhàmmad ibn Tughj al-Ikhxid

## Necrològiques
- Papa Joan VIII
- Hincmar de Reims
- Eudòxia Inguerina
- Lluís III de França